# Jen Roger
Pour les articles homonymes, voir Roger et Marcotte.
Jen Roger, né Jean-Roger Marcotte le 24 juin 1928 à Montréal et mort le 13 décembre 2016 dans sa ville natale, est un chanteur québécois. 

## Biographie
En 1949, Jean-Roger Marcotte participe à une soirée d'amateurs qui lui vaut un long engagement au Café St-James de Montréal, où il chante sous le pseudonyme de Johnny Rogers. 
Après s'être classé deuxième au concours radiophonique pancanadien Opportunity Knocks sur les ondes de CBC, il décroche un engagement de sept semaines au cabaret Chez Émile, à Québec.
En 1951, il devient le maître de cérémonie au El Mocambo pour ensuite se joindre à la troupe de burlesque de Rose Ouellette (La Poune). 
En 1953, la chanson Toi ma richesse (Rags To Riches), dont il signe l'adaptation française, devient un très grand succès, dépassant les 75 000 exemplaires vendus. Le patron de RCA Victor au Québec, Hugh Joseph, en prévision d'un possible accès au marché anglophone, modifie le nom du chanteur qui devient Jen Roger. Sa popularité devient si grande en seulement quelques mois qu'il doit souvent être escorté.
D'autres succès suivront rapidement, tels Le miracle de Sainte-Anne, Marina, La madone et plusieurs autres.
En 1954, devenu maître de cérémonie officiel du cabaret montréalais la Casa Loma, il s'assure de présenter « le talent local ». 
Dans les années 1950, Jen Roger fait aussi la promotion des artistes québécois par le biais de son émission Le palmarès des chansons à CKAC.
En 1957, il ouvre sa propre boite appelée Ami-Amie Lounge.
Toujours comme maître de cérémonie, on le retrouve aussi dans de nombreux autres cabarets puis à la télévision où ses plus grands succès sont Monsieur Banco et Cabaret.
En 1967, il fait la Place des Arts et le Palais Montcalm (Québec) avant de remporter le titre de Monsieur Radio Télévision la même année. 
Lors d'une de ses émissions des « Découvertes de Jen Roger », un jeune garçon de 9 ans fait sa marque et deviendra une vedette par la suite, René Simard.
Vers la fin des années 1970, il se tourne vers la Floride et y établit résidence pendant plusieurs années.

## Discographie
(33 tours seulement)
- 2005 Jen Roger, Collection QIM (DC)
- 1997 Sur Ma Vie
- 1977 Disque d'or
- 1974 La Grande Kermesse Western
- 1970 Souvenirs volume 3
- 1969 Bouquets de Roses
- 1967 Mes Premières Chansons
- 1967 La Madonna D'angela
- 1966 Monsieur banco
- 1965 Succès de la route 850
- 1964 Pour Amoureux
- 1963 Souvenirs, volume 2
- 1963 À Cœur Ouvert
- 1962 Souvenirs
- 1962 For Lovers Only
- 1962 Ça, C'est l'Amour
- 1959 Succès d'hier et d'Aujourd'hui

## Récompenses et honneurs

### Récompenses
- En 1967, Jen Roger reçoit le Prix Orange, remis par les journalistes à l'artiste le plus sympathique
- En 1967, Jen Roger remporte le titre de Monsieur Radio-Télévision 1967. On lui organise alors une fête qui réunit plus de 15 000 personnes au Forum de Montréal.
- En 1967, RCA Victor lui remet un disque d'Or spécial pour la vente de plus d'un million de disques depuis le début de sa carrière.

## Autobiographie
- Jen Roger, Showtime, pour le meilleur et pour le pire, Éditions Québécor, 1984.